# 伊戈尔·穆林
伊戈尔·穆林（1973年3月1日—），生于特伦钦，斯洛伐克男子冰球运动员。他曾代表斯洛伐克国家队参加1998年冬季奥林匹克运动会冰球比赛，获得第10名。